# Запрещённая археология
«Запрещённая археология: неизвестная история человечества» (англ. Forbidden Archeology: The Hidden History of the Human Race) — псевдоархеологическая и конспирологическая книга Майкла Кремо и Ричарда Томпсона 1993 года, созданная совместно с Институтом Бхактиведанты Международного общества сознания Кришны. По словам Кремо, в книге «более 900 страниц хорошо задокументированных свидетельств того, что современный человек не произошёл от человека-обезьяны, а сосуществовал с обезьянами на протяжении миллионов лет», и «научный истеблишмент» скрыл ископаемые свидетельства большой древности человека. Авторы называют себя «ведическими археологами» и считают, что их «открытия» подтверждают историю человечества, описанную в Ведах.
Работа популярна в среде последователей «научного креационизма» и других псевдонаучных направлений, а также нью-эйдж. Археологи и палеоантропологи описывают книгу как псевдонаучную. Кремо утверждает, что причиной якобы имеющего место подавления его идей со стороны науки является фильтр знаний (предвзятость подтверждения).

## Содержание
Целью книги по словам авторов является «изучение связующих нитей между современной наукой и тем мировоззрением, основные положения которого сформулированы в индийской ведической литературе».
Книга включает обзор большого числа предметов, заявленных как «аномальные находки» — якобы слишком древние артефакты («неуместные артефакты», «палеоартефакты»), костные останки и следы человека. Авторы пытаются обосновать староземельный креационизм, согласно которому человечество существует миллиарды лет.
Авторы предлагают положить на одну «чашу весов» собранные ими «аномальные» свидетельства, на другую — факты, укладывающиеся «в общепринятую теорию эволюции человека». Эти группы свидетельств рассматриваются как равноценные: «если мы отвергнем первую категорию свидетельств (об аномальных находках), то, будучи последовательными, должны отвергнуть и вторую (объединяющую ныне признанные свидетельства), и тогда учение об эволюции человека потеряет значительную часть своего фактического обоснования». Анализ находок в книге не представлен.
В следующем разделе книги приводятся классические находки, «поддержанные официальной парадигмой дарвинизма», которые авторы, напротив, подвергают критике.
По мнению авторов, ведущие мировые учёные современности «идеологически ангажированы» и тенденциозно следуют «господствующим научным догмам», тогда как учёные XIX века были «свободны от догм и стереотипов». Но затем дарвинизм стал господствовать в палеоантропологии, и «неправильные» останки перестали искать или стали скрывать.

## Научные оценки
В обзоре в научном журнале «Social Studies of Science» Джо Водак и Дэвид Олдройд описывают аргументацию книги: «Ранние палеоантропологи в конце XIX и начале XX века интерпретировали большую часть эмпирической информации как свидетельство в пользу существования людей в третичный период. (примерно от 65,5 млн до 2,6 млн лет назад). Но примерно с 1930-х годов палеоантропологи стали считать, что люди впервые появились в следующей эре, плейстоцене (от 2,6 млн до 11,7 тысяч лет назад). Кремо и Томпсон говорят, что более старые свидетельства никогда не были показаны как непригодные; представления были просто переосмыслены таким образом, чтобы вычеркнуть третичных людей. Итак, что Кремо и Томпсон сделали, так это „прочесали раннюю литературу в с производящей впечатление детальностью“… и заявили на основе своего исторического исследования, что „старые аргументы никогда не были удовлетворительно опровергнуты и должны быть пересмотрены с открытым сознанием“». В конечном счёте, книга ставит под сомнение дарвиновскую эволюционную теорию, лежащую в основе современной палеоантропологии.
Антрополог Колин Гровс отметил, что находки XIX века, как правило, были случайными и производились любителями, и поэтому надёжно не документировался их контекст (геологический слой), и датировки не вызывают доверия. Кремо и Томпсон не учитывают этого и стремятся придавать всем находкам равную ценность. Гровс также заявляет, что, критикуя радиоизотопное датирование, они не принимают во внимание постоянное совершенствование этих методов и, как следствие, тот факт, что более поздние результаты более надёжны, чем более ранние. Он заключает, что книга лишь «внешне научна».
В своей рецензии на книгу во французском журнале «L’anthropologie» палеонтолог Марилен Пату-Матис писала, что «Запрещённая археология» представляет собой «провокационную работу, поднимающую проблему влияния господствующих идей того или иного периода на научные исследования. Эти идеи могут заставить исследователей публиковать свои анализы в соответствии с концепциями, дозволенных научным сообществом». Доказательства, которые Кремо и Томпсон выдвигают в пользу большой древности человечества «не всегда убедительны (далеки от этого)», но «документальное богатство этой работы, больше социологической, чем научной, не следует упускать из виду».
Рецензенты археолог Кеннет Л. Федер и Джо Водак сравнивали книгу с работами христианских креационистов. Доктор Тим Мюррей (заведующий кафедрой археологии Университета Ла Троба в Мельбурне, Австралия) в «Британском журнале истории науки» писал: «Это часть „науки о сотворении“, которая, хотя и не основана на необходимости представлять христианскую альтернативу, демонстрирует много аргументов того же рода», в том числе обвинения оппонентов в ненаучных попытках защитить свои предубеждения, утверждения, что оппоненты участвуют в заговоре, объяснение «маргинального статуса вашей альтернативной теории как результата предубеждения, заговора и манипуляций, а не по причине каких-либо проблем самой теории».
В своей статье в «Геоархеология» археолог Кеннет Л. Федер высказал мнение: «Хотя эта работа определённо антиэволюционная в перспективе, она не является обычной разновидностью антиэволюционизма по форме, содержанию или стилю. В отличие от обычной разновидности таких произведений, авторы используют первоисточники, и книга хорошо написана. Кроме того, общий тон работы намного лучше, чем в обычной креационистской литературе. Тем не менее, я подозреваю, что креационизм лежит в основе аргументации авторов, хотя это вид креационизма, с которым обычно не сталкиваешься».
Мюррей писал, что «„Запрещённая археология“ далека от беспристрастного анализа», «предназначена для того, чтобы разрушить аргументацию в пользу биологической и химической эволюции и продвинуть аргументацию в пользу ведической альтернативы». Водак и Олдройд считают, что, хотя авторы прямо не выдвигают ведическую альтернативу, «доказательства истолковываются в безмолвном свете ведической метафизики».
По мнению Федера, Водака и Олдриода, книга критикует текущую картину эволюции человека, но не предлагает альтернативную парадигму. Согласно Водаку и Олдриоду, авторы книги «открыто признают, что их исследования вдохновлены Ведами» и делают то, что Федер называет «здравым требованием», чтобы ведическое происхождение их теоретических взглядов не дискредитировало их. Федер писал: «Когда вы пытаетесь деконструировать общепринятую парадигму, разумно ожидать, что вместо неё будет предложена новая парадигма». В книге этого нет, вместо чего даётся обещание, что парадигма будет изложена в следующем томе. Федер предполагает, что авторы не включили изложение своей парадигмы в книгу из-за скрытых мотивов: «Желая выглядеть полностью научными, авторы надеялись избежать подробного обсуждения своих собственных убеждений… поскольку, я утверждают, что они основаны на креационистском взгляде, но не на том, с которым мы все знакомы… Подобно креационистским христианским фундаменталистам, они избегают говорить о религиозном содержании своих взглядов». В 2003 году Кремо опубликовал книгу «Деволюция человека», подробно описывающую его ведическую парадигму. Во введении он писал: «Причины её позднего появления больше связаны со временем, которое требуется для исследования и написания такой книги, чем с желанием избежать подробного обсуждения ведической альтернативы дарвинизму».
Мюррей, Федер, Водак и Олдриод говорят, что «Запрещённая археология» предлагает «теорию заговора», и утверждают, что наука в целом и палеоантропология в частности являются более открытыми, чем представлено в книге. «Наличие инакомыслящих в публикуемой литературе свидетельствуют, что в палеоантропологии нет никакого заговора о сокрытии истины».
Федер отмечает, что Кремо и Томпсон не являются археологами или палеоантропологами. Он считает, что они не придают должного значения достижениям техники, которые отличают науку последнего времени от науки XIX века. Федер выдвигает различные возражения против устаревшей интерпретации эолитов как орудий труда человека, которой придерживаются Кремо и Томпсон. Водак и Олдриод также критикуют такую интерпретацию эолитов. По их мнению, в случае принятия теории книги о том, что анатомически современные люди сосуществовали с более примитивными формами, наши представления об истории человечества изменились бы, но это не свело бы на нет эволюционную теорию.
Водак и Олдриод считают, что «авторы прибегают к крайностям, заваливая читателя деталями — стратегия, которая может убедить читателей, не имеющих доступа к релевантным источникам и специальных знаний в области палеоантропологии, и, следовательно, склонных предположить, что такое доскональное описание исторических особенностей должно означать точность и объективность теории». По мнению Водака и Олдриода, «Запрещённая археология» является предвзятой, поскольку, несмотря на её большой объём, в ней не обсуждаются доказательства эволюционной теории происхождения человека, а также работы современных палеоантропологов.
По мнению Мюррея, «книга примыкает к другим работам из науки о сотворении и философии нью-эйдж как совокупности работ, адресованных представителям общественности, далёким от науки, которая стала слишком непонятной или перестала устраивать некоторых, кто ищет смысл жизни».
Вместо того, чтобы рассматривать аргументы за и против каждого приведённого в книге свидетельства по отдельности (как делают учёные), Кремо и Томпсон стремятся подать свидетельства в совокупности и без какого-либо анализа.
В разделе «Необычные скелетные останки человека» 17 из 21 находок относится к XIX веку, три — к первой четверти XX века и одна — ко второй половине XX века. Последняя — находка Анри де Люмле, — след гейдельбергского человека возрастом 400 тысяч лет не представляет собой аномалии. Остальные «аномалии» объясняются отсутствием или несовершенством методов раскопок и датирования находок в XIX — первой половине XX века. В XIX веке только началось изучение стратиграфии. Радиоизотопные методы датирования стали широко применяться только с середины XX века. Именно в этот период «аномальные скелеты» перестали находить. В настоящее время положение находки прежде чем ее извлекут из раскопа с большой точностью фиксируется в трёх измерениях и наносится на план. Для датирования важен контекст — подробная последовательность слоёв, геологическое описание, сопутствующие находки (орудия, керамика, кости животных и др). Небольшая неточность фиксации этих данных может безвозвратно исказить результаты.
Из 21 приведённых авторами «аномальных находок скелетных останков человека» большинство были обнаружены случайно рабочими, шахтёрами и любителями, поэтому невозможно установить конкретное место находки и её геологический и археологический контекст, а следовательно датировку. О возрасте останков судят по их краткому словесному описанию со слов очевидца, в некоторых случаях — в путаном пересказе спустя несколько лет после находки (так, о черепе из Буэнос-Айреса сказано: «Бэйли Уиллис — геолог, сопровождавший Грдличку во время его экспедиции в Аргентину, — встретился там с г-ном Хунором. Вот что он пишет об их беседе: “…фрагмент черепа был обнаружен на дне котлована. И хотя это утверждение основывается исключительно на заявлении бригадира, сделанном со слов землекопа, оно, пожалуй, единственное во всей истории находки не вызывающее каких-либо серьезных сомнений”»). Часть находок была утеряна, и не сохранилось фотографий или рисунков этих предметов.
В трёх случаях, когда находку удавалось датировать естественно-научными методами, получался молодой возраст. Однако авторы книги отвергают научные методы датирования, предпочитая им мнения рабочих, шахтёров и других неспециалистов XIX века. Минимум три находки из 21 являются установленными учёными подделками.
Кремо и Томпсон, теоретически отвергая биологическую эволюцию, тем не менее широко используют данные стратиграфии — подразделения геохронологической шкалы, источником для определения которых служат данные о последовательной смене ископаемых флоры и фауне, осуществляемых в результате эволюции (например: «Все
это было найдено в озерных плиоценовых глинах с соответствующей этой эпохе фауной»). Формально отвергая эволюционный процесс, авторы фактически выборочно используют его, в тех случаях, когда им нужно выстроить какое-то логическое суждение.
В следующем разделе книги, приводя научно датированные находки («поддержанные официальной парадигмой дарвинизма»), авторы переходят к гиперкритической позиции.

## Продолжения и влияние
Авторы пытались найти подходы и к научному сообществу, для чего бесплатно рассылали экземпляры книги известным специалистам. По мотивам книги сняты фильмы, в том числе российского производства.
Евангелические креационисты Кен Хэм, Джонатан Сарфати и Карл Виланд, соучредители креационистской организации «Ответы в Книге Бытия», одобрительно цитируют «Запрещённую археологию» Кремо и Томпсона в «Пересмотренной и расширенной книге ответов» (2000), ключевом труде современного креационизма. По мнению Хэма, евангелические креационисты согласны с «доказательствами» сосуществования людей с динозаврами и присутствием человеческих артефактов в том, что «мейнстримная геология» называет очень древними слоями. Часть креационистского движения отошла от наиболее ненаучных идей. По словам самого Кремо, в отличие от других креационистов, он не претендует на монополию на истину, а является «частью большой духовной семьи сторонников альтернатив дарвинизму». По словам Хэма, креационисты разделяют взгляд Кремо на науку как на «фильтр знаний», особенно когда речь идет о «доказательствах», противоречащих теории Дарвина.
Кремо продолжил тему «Запрещённой археологии» в своих более поздних работах, таких как «Влияние запрещённой археологии» (1998). В его книге «Деволюция человека» (2003), как и в «Запрещённой археологии», утверждается, что человек существует миллиарды лет. Он пытается доказать этот тезис, цитируя, по выражению историка науки Миры Нанды, «все возможные исследования паранормальных явлений, когда-либо где-либо проводившиеся, чтобы „доказать“ истинность холистической ведической космологии, которая предполагает присутствие духовного элемента во всей материи (принимающей различные формы, что объясняет теорию «деволюции»)».
В 2006 году индийский историк науки Мира Нанда в индийском левом журнале Frontline назвала Томпсона и Кремо «интеллектуальной движущей силой ведического креационизма в Америке».